# A Real Pain
A Real Pain è un film del 2024 scritto, diretto e interpretato da Jesse Eisenberg.

## Trama
Benji Kaplan è seduto da solo al JFK e osserva i viaggiatori intorno a lui mentre aspetta che arrivi suo cugino David, al quale era un tempo molto legato, per imbarcarsi. Utilizzando i fondi lasciati dalla loro defunta nonna, i cugini Kaplan, ebrei statunitensi, hanno pianificato un tour del patrimonio ebraico attraverso la Polonia nella speranza di vedere la casa in cui la nonna è cresciuta e di entrare in contatto con la storia della loro famiglia. Le loro personalità contrastanti scatenano diverse discussioni. Benji è un vagabondo libero e schietto che critica David per aver perso la sua passione e spontaneità di un tempo. David è un uomo di famiglia pragmatico e riservato che lotta con gli sfoghi senza filtri e la mancanza di direzione nella vita di Benji.
Giunti a Varsavia, David e Benji incontrano i membri del loro gruppo di viaggio: la guida James, dello Yorkshire; Mark e Diane, una coppia sposata in pensione di Shaker Heights; Marcia, una californiana fresca di divorzio; ed Eloge, un sopravvissuto al genocidio ruandese che si è convertito all'ebraismo. Il primo giorno, il tour visita il monumento agli eroi del ghetto, Piazza Grzybów e il monumento alla Rivolta di Varsavia, dove Benji coinvolge l'intero gruppo in una rievocazione della rivolta, mentre David scatta foto con i telefoni dei compagni. 
Il secondo giorno, il gruppo viaggia a Lublino in treno. Benji è turbato dall'incongruenza di viaggiare in prima classe in un tour dell'Olocausto attraverso l'ex Polonia occupata dai nazisti tedeschi, e fa deliberatamente sì che i due cugini perdano la loro fermata. Dopo aver ritrovato la strada del ritorno, James guida il gruppo attraverso i luoghi di interesse culturale della città, come la Porta di Grodno, che fungeva da ingresso all'omonimo ghetto, e il Vecchio cimitero ebraico. Benji critica la mancanza di autenticità di James durante la loro visita al cimitero e mette in discussione la sua eccessiva attenzione a fatti e statistiche. Con ulteriore imbarazzo di David, lo sfogo di Benji è ben accolto dagli altri membri del gruppo, commossi dalla sua energica onestà.
La sera, durante una cena di gruppo, Benji continua a comportarsi in modo inappropriato e a fare commenti scomodi. Quando lascia il tavolo, un esausto David, in lacrime, si apre al gruppo sulla natura complessa della loro relazione, condividendo il misto di ammirazione, risentimento e invidia che prova nei confronti del cugino; e rivela che i due si sono allontanati dopo che Benji, malato di depressione, ha tentato di suicidarsi con un'overdose di sonniferi sei mesi prima.
Nell'ultimo giorno di tour, il gruppo visita il campo di concentramento di Majdanek. Prima di partire, James dice a Benji che è la prima persona in uno dei suoi tour a fornirgli un feedback utile e lo ringrazia per aver cambiato la sua prospettiva; Benji sembra non ricordare il "feedback" in questione. I Kaplan fumano marijuana insieme sul tetto di un hotel durante la loro ultima notte in Polonia. Benji affronta David sul suo cambiamento di personalità e gli chiede perché non gli fa mai visita. David inizialmente risponde di essere impegnato con moglie e figlio, ma alla fine crolla e spiega che, dopo il tentativo di suicidio di Benji, non riesce a sopportare il pensiero che una persona con la stessa passione per la vita di Benji si voglia suicidare.
Al mattino, i cugini si recano a casa della nonna a Krasnystaw: Benji ricorda un momento in cui la nonna lo schiaffeggiò dopo che era arrivato tardi e ubriaco a cena, il che gli diede un senso di lucidità e umiltà, lamentando come lei fosse l'unica persona in grado di tenerlo disciplinato. David suggerisce di mettere dei sassi della memoria sulla casa come atto di ricordo, ma un vicino chiede loro di rimuoverle perché sono un pericolo di inciampo. La coppia torna a New York in aereo e si saluta. David invita Benji a casa sua per cena e si offre di accompagnarlo alla Penn Station in modo che possa prendere un treno per tornare a casa a Binghamton, e quando Benji rifiuta, David lo schiaffeggia. I due si riconciliano e dichiarano di tenere molto l'uno all'altro. David torna a casa dalla moglie e dal figlio, lasciando il sasso della memoria sulla porta di casa, e Benji torna al suo posto all'aeroporto.

## Produzione
Nell'agosto 2022 Screen Daily ha annunciato che Jesse Eisenberg avrebbe scritto e diretto un film che avrebbe co-prodotto insieme a Emma Stone e Dave McCary. Le riprese principali sono iniziate nel maggio 2023 in Polonia.

## Promozione
Il primo trailer esteso è stato pubblicato il 25 settembre 2024.

## Distribuzione
Il film è stato presentato in anteprima mondiale al Sundance Film Festival il 20 gennaio 2024; successivamente è stato presentato allo Zurigo Film Festival nell'ottobre 2024 prima di essere distribuito nelle sale statunitensi il 1º novembre seguente. Nelle sale italiane è stato 
distribuito il 27 febbraio 2025.

### Edizione italiana
L'edizione italiana del film è stata curata dalla Disney Character Voices International con la supervisione di Lavinia Fenu. La direzione del doppiaggio e i dialoghi sono curati rispettivamente da Maria Grazia Napolitano e Marco Liguori, entrambi assistiti da Sara Sorrentino, per conto della Iyuno Italy che si è occupata anche della sonorizzazione.

## Accoglienza

### Incassi
Il film ha incassato 8344978 $ in Nord America e 16511049 $ nel resto del mondo, per un totale di 24856027 $. In Italia ha incassato 735000 €

### Critica
Il film ha riscosso una critica entusiasta: su Rotten Tomatoes il 96% dei 274 critici ha espresso gradimento, su Metacritic il voto medio ponderato di 55 critici è 85/100. In Italia, Mario Turco su Sentieri Selvaggi scrive che "Jesse Eisenberg cesella il suo secondo straordinario film da regista, regalandoci un’opera ispiratissima nonostante la spigolosità del tema e l’inflazionamento cinematografico a cui la shoah è ancora sottoposta"

## Riconoscimenti
- 2025 – Premio Oscar [15]
  - Miglior attore non protagonista a Kieran Culkin
  - Candidatura per la miglior sceneggiatura originale a Jesse Eisenberg
- 2025 – Golden Globe[16]
  - Miglior attore non protagonista a Kieran Culkin
  - Candidatura per il miglior film commedia o musicale
  - Candidatura per il miglior attore in un film commedia o musicale a Jesse Eisenberg
  - Candidatura per la migliore sceneggiatura a Jesse Eisenberg
- 2025 – Premio BAFTA[17]
  - Migliore sceneggiatura originale a Jesse Eisenberg
  - Miglior attore non protagonista a Kieran Culkin
- 2024 – Chicago Film Critics Association Award[18]
  - Miglior attore non protagonista a Kieran Culkin
  - Miglior sceneggiatura originale a Jesse Eisenberg
- 2025 – Critics' Choice Awards[19]
  - Candidatura per il miglior film commedia
  - Candidatura per il miglior attore non protagonista a Kieran Culkin
  - Candidatura per la miglior sceneggiatura originale a Jesse Eisenberg
- 2025 – Satellite Award[20]
  - Candidatura per il miglior film commedia o musicale
  - Candidatura per il miglior attore a Jesse Eisenberg
  - Candidatura per il miglior attore non protagonista a Kieran Culkin
  - Candidatura per la migliore sceneggiatura originale a Jesse Eisenberg